# 丽斑麻蜥
丽斑麻蜥（学名：Eremias argus）为蜥蜴科麻蜥属的爬行动物。分布于俄罗斯、蒙古、朝鲜以及中国大陆的黑龙江、吉林、辽宁、内蒙古、河北、北京、山西、陕西、宁夏、甘肃、山东、河南、江苏、浙江,、安徽、湖南等地，一般生活于平原、丘陵、草原低山和农区等环境以及常活动于灌丛或芨芨草周围。该物种的模式产地在山东烟台。

## 亚种
- 丽斑麻蜥指名亚种（学名：Eremias argus argus），Peters于1869年命名。分布于俄罗斯、蒙古、朝鲜以及中国大陆的黑龙江、吉林、辽宁、内蒙古、河北、山东、安徽、江苏等地。该物种的模式产地在山东烟台。[2]
- 丽斑麻蜥西部亚种（学名：Eremias argus barbouri），Schmidt于1925年命名。分布于俄罗斯、蒙古以及中国大陆的内蒙古、河北、山西、宁夏、陕西、甘肃、河南等地。该物种的模式产地在山西北部。[3]

## 保护
本种于2023年被收录入《有重要生态、科学、社会价值的陆生野生动物名录》。